# Yousuf Al-Thunayan
Yousuf Al-Thunayan (en árabe: يوسف الثُنيان‎, Riad, Arabia Saudita; 18 de noviembre de 1963) es un exfutbolista saudí que jugaba en la posición de mediocampista.

## Carrera

### Club
Jugó toda su carrera con el Al-Hilal FC de 1984 a 2003, sin contar los dos años en divisiones menores, equipo con el que anotó 183 goles en 350 partidos, ganó siete campeonatos de liga, ocho copas nacionales, la Liga de Campeones de la AFC dos veces, la Recopa de la AFC 1996-97, la Supercopa de la AFC en 1987, dos veces la Liga de Campeones Árabe, la Supercopa Árabe en 2001 y dos veces la Copa de Clubes Campeones del Golfo.
Logró ganar en dos ocasiones el premio al mejor jugador de la Liga de Campeones de la AFC, y el club le realizó el partido de despedida el 14 de diciembre de 2005 ante el Valencia CF de España.

### Selección nacional
Jugó para Arabia Saudita de 1986 a 1998 donde anotó 20 goles en 8 partidos, incluyendo uno en el empate 2-2 ante Sudáfrica en Francia 1998. Ganó dos veces la copa Asiática y la Copa de Naciones Árabe 1998, además de ser finalista de la Copa Asiática 1992, Copa Confederaciones 1992 y la Copa de Naciones del Golfo de 1998.
También ganó la medalla de plata en los Juegos Asiáticos de 1986 y participó en la edición de 1992.

## Logros

### Club
- Saudi Premier League (7): 1985, 1986, 1988, 1990, 1996, 1998, 2002
- Saudi King Cup (2): 1984, 1989
- Crown Prince Cup (2): 1995, 2000
- Saudi Federation Cup (2): 1987, 1996, 2000
- Saudi Founder's Cup (1): 2000
- AFC Champions League (2): 1991, 2000
- Asian Cup Winners Cup (1): 1997
- Asian Super Cup (1): 1997
- Arab Champions League (2): 1994, 1995
- Arab Super Cup (1): 2001
- Gulf Club Champions Cup (2): 1986, 1998

### Internacional
- AFC Asian Cup (2): 1988, 1996
  - Finalista (1) : 1992
- FIFA Confederations Cup
  - Finalista (1) : 1992
- Fútbol en los Juegos Asiáticos
  -  (1): 1986
- Gulf Cup of Nations
  - Finalista (1) : 1998
- Arab Nations Cup (1) : 1998
  - Finalista (1) : 1992

### Individual
- Mejor Jugador de la Liga de Campeones de la AFC (2): 1986, 1991-92
- Equipo Ideal de la Copa Asiática (1): 1988

## Partido de Despedida
| 2005-12-14 18:00 GMT | Al-Hilal                       | 2–1 | Valencia     | King Fahd Stadium, Riad, Arabia Saudita |                                 |
|                      | Al-Qahtani 30' · Al-Jumaan 69' |     | Regueiro 80' | Asistencia: 65 000 espectadores         | Asistencia: 65 000 espectadores |